# Będargowiec (przystanek kolejowy)
Będargowiec – zlikwidowana stacja kolejowa w Będargowcu na linii kolejowej Strzelce Krajeńskie – Lubiana, w województwie zachodniopomorskim.